# Saint-Jacques-d'Atticieux
Saint-Jacques-d'Atticieux è un comune francese di 252 abitanti situato nel dipartimento dell'Ardèche della regione dell'Alvernia-Rodano-Alpi.

## Società

### Evoluzione demografica
Abitanti censiti